# Jonas Hansson
Jonas Hansson, född 3 juni 1976 i Helenelund utanför Stockholm, är en svensk innebandyspelare (back), som sedan 2010 spelar för Hammarby IF Innebandyförening.
Han spelade sin sista match i Järfälla IBK i Svenska Superligan på våren 2009, men har även spelat i Helenelunds IBK och Balrog Botkyrka/Södertälje IK.
Han har blivit känd under smeknamnet "Traktorn". 